# Rochefort-Montagne
Rochefort-Montagne é uma comuna francesa na região administrativa de Auvérnia-Ródano-Alpes, no departamento Puy-de-Dôme. Estende-se por uma área de 17,56 km². Em 2010 a comuna tinha 1 006 habitantes (densidade: 57,3 hab./km²).